# Jaru
Jaru é um município brasileiro do estado de Rondônia. Situa-se próximo da cidade de Ji-Paraná (87 km) e de Ariquemes (95 km), importantes centros regionais do estado de Rondônia. Sua população, conforme estimativas do IBGE de 2022, era de 50 591 habitantes.

## Topônimo
Criado pela Lei nº 6.921, de 16 de junho de 1981, o município recebeu o nome de Jaru, em homenagem ao rio e à nação indígena dos Jarus.

## História
O município surgiu em torno de um dos postos telegráficos instalado em 1912 pela Comissão da Linha Telegráfica Estratégica Mato Grosso/Amazonas, chefiada pelo então Cel. Cândido Mariano da Silva Rondon. Porém, o Vale do rio Jaru era ocupado pelos seringais e seringueiros desde o século XIX, apesar da resistência imposta pela nação dos Jarus, que a tinham sob seu domínio, ocupando uma extensa área que se estendia desde o rio Jaru, afluente da margem esquerda do rio Ji-Paraná, até às margens do alto curso do rio Madeira. Em 1915, a Comissão Rondon procedeu a exploração de estudos do Rio Jaru, mantendo este nome em homenagem aos primitivos habitantes, os Jarus. A ocupação atual do vale do Jaru, ocorreu a partir de 1975, com a instalação do Projeto Integrado de Colonização "Padre Adolpho Rohl", pelo Incra, para assentamentos de colonos oriundos principalmente das regiões Centro Sul do País.
A História da criação do município de Jaru começa no dia 11 de outubro de 1977, quando foi criado o distrito de Jaru pela Lei 6.448, sendo Sandoval de Araújo Dantas nomeado como o primeiro administrador. Sua administração durou até maio de 1979, quando foi substituído por Sebastião Ferreira Mesquita.
Devido o local apresentar um grande crescimento em pouco espaço de tempo, várias pessoas se esforçaram com o objetivo de emancipar a "pequena" cidade. O desmatamento começou a crescer nesse período e muita parte da vegetação nativa foi retirada e vários lagos e pequenos rios foram drenados  ( Rio Mororó ) esses problemas ambientais duram até hoje com a degradação e assoreamentos de vários rios . O seu desenvolvimento demográfico e econômico resultou na elevação da área do projeto à categoria de município, tendo a localidade de Jaru como sede municipal elevada à categoria de cidade. Jaru foi criado como Município através da Lei 6.921, de 16 de junho de 1981, mas a instalação só foi concretizada em 7 de novembro daquele ano, quando o engenheiro agrônomo Raimundo Nonato da Silva foi nomeado o primeiro prefeito de Jaru e o seu mandato durou de 7 de novembro de 1981 a 31 de janeiro de 1983, quando tomou posse o primeiro prefeito eleito, Leomar José Baratela, que recentemente ocupou a função de Secretário de Gabinete na administração Municipal durante a administração do prefeito Ulisses Borges de Oliveira.

## Hino do município de Jaru
O Hino do município de Jaru, Rondônia foi criado pela Lei Municipal nº 1.527/GP/10 de 6 de outubro de 2010, de 25 de outubro de 2010, na administração do Prefeito Jean Carlos dos Santos (PMDB). Com a letra criada por Antônio Cândido da Silva e a música foi feita pelo Ednaldo da Silva Santos.

## Geografia
O Município de Jaru está localizado a uma latitude 10º26'20" sul e a uma longitude 62º27'59" oeste e possui área de 2.944 km², representando 1,2392% da área do Estado e 0,0347% do Brasil. A cidade é distante da Capital do Estado cerca de 290 km.
Jaru faz limite com as cidades de Ouro Preto do Oeste, Vale do Paraíso e Nova União ao Leste, Governador Jorge Teixeira e Cacaulândia ao Oeste, ao Sul com Mirante da Serra e ao Norte com Theobroma, sendo que, a maioria dessas cidades se originou através de territórios desmembrados da cidade de Jaru.
A cidade de Jaru está situada no vale do rio Jaru, rio que divide a cidade em duas partes.

### Aspectos Físicos
- Relevo e altitude: a superfície do município de Jaru apresenta um relevo geralmente ondulado. Está a uma altitude de 124 metros.
- Vegetação: tem a predominância da Floresta amazônica.
- Clima: equatorial úmido, assim como praticamente todo o estado de Rondônia.

### Subdivisões
O Rio Jaru divide o município em duas partes.

### Bairros
São 23 bairros sendo eles:
- Centro
- Jardim Eldorado
- Liberdade
- Novo Horizonte
- Jardim Planalto
- Jardim Hedí
- Jardim Esperança
- Residencial Bela Vista
- Jardim dos Estados
- Industrial
- Bela Vista
- Jardim Morumbi
- Jardim da Cooaja
- Jardim Cidade Alta
- Jardim novo Estado
- Luzia Abranches
- Orleans
- Parque Universitário
- Savana Park
- Setor 1
- Setor 1-A
- Setor 2
- Setor 3
- Setor 4
- Setor 5
- Setor 6
- Setor 7
- Setor 8

### Distritos
1. Tarilândia
2. Santa Cruz da Serra
3. Jaru Uaru
4. Bom Jesus

### Demografia
Sua população era de 52 005 habitantes, contabilizados pelo IBGE no censo demográfico de 2010.

## Estrutura urbana

### Ensino básico
Jaru possui várias escolas municipais, estaduais e particulares, dentre elas, estão:
- Escola Municipal de Ensino Infantil Professora Zenir de Carvalho — pública
- Escola Municipal Abraão Rocha — pública
- Escola Municipal Aldemir Lima Cantanhede — pública
- Escola Municipal Beatriz Mireya — pública
- Escola Municipal Jean Carlos Muniz — pública
- Escola Municipal Jorge Teixeira — pública
- Escola Municipal Maria de Lurdes — pública
- Escola Municipal Menézio de Victo — pública
- Escola Municipal Pato Donald — pública
- Escola Municipal Tânia Barreto — pública
- Escola Estadual Dayse Mara — pública
- Escola Estadual Capitão Silvio de Farias — pública
- Escola Estadual de 1º Grau Nilton de Oliveira Araújo — pública
- Escola Estadual Olga Dellaia — pública
- Escola Estadual Plácido de Castro — pública
- Escola Estadual Raimundo Cantanhede — pública
- Escola Estadual Tito Lourenço de Lima — pública
- Cooperativa de Profissionais em Educação - COOPED — particular
- Escola Adventista Nosso Amiguinho — particular
- Escola de Educação Infantil e Ensino Fundamental Padre Adolfo Kolping — particular

### Ensino técnico
- Instituto Federal de Rondônia (IFRO) — pública
- Escola Família Agrícola Dom Antonio Possamai (EFA-DAP) - pública

### Ensino superior
- FACULDADE ANHANGUERA — particular
- FACULDADES FAEL  — particular
- Faculdade de Educação de Jaru (FIMCA Jaru)  — particular
- Universidade Norte do Paraná (UNOPAR)  — particular
- Universidade Paulista (UNIP)  — particular
- Centro Universitário de Maringá (UNICESUMAR) — particular

## Mídia

### Emissoras de TV
Analógico
- 7 VHF - Record News Rondônia (Record News)
- 10 VHF - Rede Amazônica Porto Velho (Globo)
- 13 VHF - TV Cidade (RedeTV!)
- 27 UHF - TV Novo Tempo
- 28 UHF - Rondovisão (Band)
- 41 UHF - TV Norte Rondônia (SBT)
- 48 UHF - SIC TV (RecordTV)

Digital
- 21.1 (41 UHF) - TV Norte Rondônia (SBT)
- 13.1 (16 UHF) - TV Cidade (RedeTV!)
- 48.1 (30 UHF) - SIC TV (RecordTV)

### Emissoras de Rádio
FM
- 91.1 MHz - Massa FM Jaru
- 94.1 MHz - Nova Jaru FM
- 94.9 MHz - Plan FM
- 105.9 MHz - Faixa Comunitária

## Esporte
- Associação Desportiva Jaruense
- Estádio Leal Chapelão
- Ginásio Poliesportivo Sebastião Mesquita